# Минаев, Николай Григорьевич
Николай Григорьевич Минаев — советский хозяйственный, государственный и политический деятель, генерал-майор.

## Биография
Родился в 1917 году в Чембарах. Член КПСС.
С 1937 года — на хозяйственной, общественной и политической работе. В 1937—1980 гг. — преподаватель русского языка и литературы, директор средней школы в Пензенской области, участник Великой Отечественной войны в органах ОО НКВД — контрразведки СМЕРШ по частям Брянского, 2-го Прибалтийского фронта, ответственный работник УНКГБ по Новгородской области, ответственный работник МГБ — МВД Чувашской АССР, ответственный работник УКГБ по Мурманской области, начальник УКГБ по Омской области, начальник УКГБ по Воронежской области.
Делегат XXIII, XXIV и XXV съездов КПСС.
Умер в Воронеже в 1994 году.